# II. Albert belga király
II. Albert belga király (teljes neve franciául: Albert Félix Humbert Théodore Christian Eugène Marie, flamandul: Albert Felix Humbert Theodoor Christiaan Eugeene Marii, németül: Albert Felix Humbert Teodor Kristian Eugen Maria) (Laeken, 1934. június 6. –) Belgium hatodik királya. Albert a belga királyi család tagja, amely a német eredetű Szász–Coburg–Gothai-ház része. III. Lipót belga király (1901–1983) és Asztrid svéd hercegnő (1905–1935) fiatalabbik fia, aki bátyja, I. Baldvin belga király halála után került a trónra.
Megromlott egészségi állapota miatt 2013. július 3-án II. Albert bejelentette, hogy fia, Fülöp koronaherceg javára július 21-én lemond a trónról.

## Származása
A Szász–Coburg–Gothai dinasztia tagja. I. Baldvin belga király öccse, III. Lipót belga királynak és első feleségének, Asztrid svéd királyi hercegnőnek második fia. Nagyszülei Félix luxemburgi herceg és Erzsébet belga királyné voltak.

## Élete

### Fiatalkora
1934. június 6-án született a Stuyvenberg kastélyban. Születése után a Liège hercege címet kapta, amelyet az ő számára alapítottak, amikor neme kiderült. 1935. augusztus 29-én szülei Svájcban tettek látogatást, amikor Küssnacht közelében súlyos autóbalesetet szenvedtek, és Albert édesanyja meghalt. Nevelését ezután mostohaanyja, Liliána és nővére, Josephine-Charlotte hercegnők irányították.
Fiatalkora meglehetősen viharos volt, hiszen hamarosan kitört a második világháború, amit a család Brüsszelben, illetve Franciaországban és Spanyolországban élt át. Albert herceg 10. születésnapja éppen a normandiai partraszállás napjára esett, ezt követően a királyi családot Németországba deportálták. 1945. május 7-én szabadították ki amerikai katonák. A család ezt követően sem térhetett vissza Belgiumba, ahol III. Lipótot kollaborálással vádolták, hanem Svájcba kellett emigrálniuk. Albert herceg egy svájci magániskolában, a Le Rosey Intézetben tanult egyetemi éveit megelőzően. 1950. augusztus 11-én Albert bátyja, Baldvin lett a király, aki 1951. július 17-én tette le alkotmányos esküjét, egy nappal az után, hogy apjuk, II. Lipót lemondott a trónról.
Albert 1953 és 1958 között a belga haditengerészetben szolgált, 1957-ben sorhajóhadnaggyá, 1959-ben fregattkapitánnyá, 1964-ben hajóskapitánnyá, majd 1971-ben tengernaggyá léptették elő. Lemondásáig a belga fegyveres erők főparancsnoka volt.
Első hivatalos posztját 1954-ben kapta, amikor a belga takarékszövetkezet és nyugdíjalap (Caisse générale d'épargne et de retraite - CGER) igazgatótanácsának az elnöke lett - ezt a pozíciót a pénztár 1991-es megszűnéséig megtartotta. 1958-ban a belga Vöröskereszt elnöke, a belga törvényhozás felsőházának szenátora és a belga olimpiai szövetség (Comité olympique et interfédéral belge - COIB), 1962-ben a belga külkereskedelmi társaság tiszteletbeli elnöke lett és ebben a tisztségében több száz külföldi látogatást tett, hogy Belgium nemzetközi kereskedelmi kapcsolatait javítsa.
1984-ben a belga iparosok szövetsége (Fédération des Entreprises de Belgique) és a Roi Baduoin alapítvány létrehozták az Albert hercegről elnevezett ösztöndíjat, amire a külkereskedelmi tanulmányokat folytató belgák pályázhatnak.
1951-től volt a trón várományosa, bátyját, I. Baldvint követte a trónon. Királyi esküjét 1993. augusztus 9-én, 59 éves korában tette le.

### Trónra lépése után

II. Albert személyes királyi zászlaja

A hatodik belga király, elődeivel ellentétben, mélyen megosztott, föderális államot örökölt. Albert 1994. február 17-én írta alá az új belga alkotmányt, és aktívan közreműködik a három régió, három közösség és a szövetségi állam együttműködésének megteremtésében. 2006-ban támogatta a három belga hivatalos nyelv oktatását és elítélte a szeparatizmus nyílt vagy burkolt megjelenési formáit. Albert kiáll a multikulturális belga társadalom értékei mellett és beszédeiben rendre elítéli az idegengyűlölet és rasszizmus bármilyen formáját. Trónra lépése óta nem fogadta a belga szélsőjobboldal egyetlen képviselőjét se, akik a királyi rendezvényeken sem vehetnek részt.
A Marc Dutroux-botrány kirobbanása után 1996-ban a királyi pár az összes eltűnt, meggyilkolt gyermek szüleivel találkozott. Ezt követően a király meglehetősen élesen bírálta a rendőrség és a belga igazságszolgáltatás működését, valamint a második Dehaene-kormány által hozott intézkedéseket. Kezdeményezésére a királyi pár részvételével hozták létre a Child Focus Archiválva 2007. április 2-i dátummal a Wayback Machine-ben alapítványt, amelynek védnöke Paula királyné. A királyi család az egyetlen belga intézmény, amely megerősödve került ki a Dutroux-botrányt kísérő belpolitikai válságból.
Bátyjához és elődjéhez hasonlóan Albert is az európai közösségek elkötelezett híve, aki támogatta az euro létrehozását, az európai közös haderő felállítását, valamint elsősorban az egykori gyarmatuk, Kongó területén a nagyobb európai szerepvállalást.
Kulturális téren elsősorban Paula királyné vállalt aktív szerepet, felügyelete alatt megkezdődött a kortárs képzőművészeti alkotások kiállítása a királyi palotában: Jan Fabre, Marthe Wéry, Dirk Braeckman és Patrick Corillon műveit 2002-ben és 2004-ben lehetett megtekinteni. Albert elsősorban a királyi szépművészeti múzeum és hasonló kulturális egyesületek (Amis des Musées Royaux des Beaux Arts de Belgique, Fédération Nationale des Compagnies Dramatiques, Union des Entomologistes Belges, Cercle d’art théâtral de Bruxelles és az Association Royale Dynastie et Patrimoine Culturel) védnökeként támogatja a belga kultúrát.
A belga alkotmány értelében a király minden évben nemesi címeket adományozhat a legkiválóbb alattvalóinak, így például Dirk Frimout és Frank De Winne űrhajósoknak, Jacques Roggenak, az IOC elnökének, Maurice Lippens üzletembernek, François Schuiten divattervezőnek, Anne Teresa De Keersmaeker koreográfusnak, Roger Raveel festőnek, Andre Delvaux rendezőnek, Annie Cordy énekesnőnek, Toots Thielemans jazz-zenésznek, valamint a leghíresebb belga kerékpárversenyzőnek, Eddy Merckxnek.

## Házassága és családja
1959. július 2-án Brüsszelben feleségül vette Donna Paola Margherita Maria Antonia Consiglia Ruffo di Calabria olasz hercegnőt. Az esküvői szertartásra a királyi palota nagytermében („Empirezaal”) került sor, utána az ifjú pár a Belvédère-palotába költözött. Házasságukból három gyermek született:
- Fülöp brabanti herceg, Belgium koronahercege, 1960. április 15-én, aki 1999. december 4-én feleségül vette Mathilde d’Udekem d’Acoz-t (született: 1973. január 20-án), Patrick d’Udekem d’Acoz gróf és neje, Anna Maria Komorowska grófnő leányát, akit egy nappal a házasság előtt Mathilda belga hercegnővé neveztek ki. Eddig négy gyermekük született:
  - Erzsébet, 2001. október 25-én, aki az 1991-es utódlási törvény értelmében apja és a belga trón örököse
  - Gábor, 2003. augusztus 20-án
  - Emánuel, 2005. október 4-én
  - Eleonóra, 2008. április 16-án.

- Asztrid hercegnő, 1962. június 5-én, aki 1984-ben hozzáment Lőrinc osztrák főherceg, magyar királyi herceghez, Róbert osztrák főherceg, magyar királyi herceg fiához, IV. Károly magyar király (I. Károly osztrák császár) unokájához. Gyermekeik:
  - Amadé herceg (1986)
  - Mária Laura főhercegnő (1988)
  - Joachim főherceg (1991)
  - Lujza Mária főhercegnő (1995)
  - Letícia Mária főhercegnő (2003)

- Lőrinc belga királyi herceg, 1963. október 19-én. Claire Coombs, angol-belga származású egykori ingatlanügynöknőt 2003. április 12-én vett el feleségül. Eddig három gyermekük született:
  - Lujza Zsófia Mária (2004)
  - Miklós Kázmér Mária (2005)
  - Imre Ágoston Mária (2005)

A belga sajtó, nem hivatalos forrás alapján, úgy értesült, hogy Albert királynak született egy törvénytelen gyermeke is, Delphine Boël (1968). Anyja egy vallon nemes hölgy, Sibylle de Selys Longchamps.

## Egészségi problémái
Albert életvitele meglehetősen kicsapongó volt fiatalkorában, Balduin bátyja józan és visszahúzódó viselkedéséhez viszonyítva. Mindig is szerette a gyors motorkerékpárokat, számos balesetet, zúzódást és törést is szenvedett emiatt. Asztrid lánya esküvőjén kötésben jelent meg, és a belga űrhajóst, Frank de Winne-t tolókocsiban fogadta kihallgatáson.
Bátyjához hasonlóan Albertnek is problémái vannak a szívével. 2000-ben szívműtétet kellett rajta elvégezni, és lábadozása alatt a belga média széles körben spekulált lehetséges utódlásáról. Ezen felül akut sérvvel is műtötték, ami együttesen arra kényszerítette a királyt, hogy rövidebb fogadóórákat tartson és hosszabb pihenőket engedélyezzen magának. Ezután került nyilvánosságra, hogy hallása is meggyengült és hallókészüléket kapott, illetve szürkehályoggal megműtötték a szemét. 2007. június 26-án combnyaktörést szenvedett, ekkor csípőprotézist kapott.
2013. július 3-án röppent fel a hír, hogy II. Albert még aznap bejelenti lemondását egészségi problémáira hivatkozva, miután a király rendkívüli tanácskozásra hívta a belga kormány tagjait.

## Lemondása és utódlása
II. Albert 2013. július 3-án este 6 órakor a belga közszolgálati csatornákon franciául és hollandul, felvételről sugárzott beszédében bejelentette lemondását. A bejelentés szerint Albert a belga nemzeti ünnepen, július 21-én mond le a trónról fia, Fülöp brabanti herceg javára. Albert előrehaladott korára (ekkor már 80 éves volt) és megromlott egészségi állapotára hivatkozott.
Bizalommal és nyugalommal jelentem be Önöknek azt az elhatározásomat, hogy július 21-én lemondok fiam, Fülöp herceg javára.
C'est avec sérénité et confiance que je vous fait part de mon intention d'abdiquer ce 21 juillet en faveur de mon fils Philippe.
II. Albert előtt csak egyetlen belga király, III. Lipót volt kénytelen lemondani, utóbbi a második világháborúban játszott szerepe miatt. Albert utóda, Fülöp herceg a belga törvényhozás alsó- és felsőháza előtt letett esküt követően foglalhatja el apja trónját.
II. Albert döntését az is befolyásolhatta, hogy a király természetes gyermekének tartott Delphine Boël június 17-én apasági keresetet nyújtott be a király ellen, és DNS vizsgálat segítségével akarta tisztázni, hogy ő valóban Albert házasságon kívüli gyermeke.

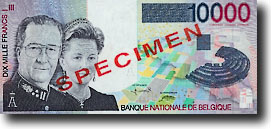
Belga 10 000 frankos bankjegy II. Albert király és Paula királyné portréjával.

## Magyar kitüntetése
- A Magyar Érdemrend nagykeresztje a nyaklánccal és az arany sugaras csillaggal (2002)

## Fordítás
- Ez a szócikk részben vagy egészben  az   Albert II de Belgique című francia Wikipédia-szócikk ezen változatának fordításán alapul.  Az eredeti cikk szerkesztőit annak laptörténete sorolja fel. Ez a jelzés csupán a megfogalmazás eredetét és a szerzői jogokat jelzi, nem szolgál a cikkben szereplő információk forrásmegjelöléseként.

## Külső hivatkozások
- A belga monarchia honlapja
- II. Albert családfája
- II. Albert beszédének videófelvétele

| Előző uralkodó: I. Baldvin | A belgák királya 1993 – 2013 Szász–Coburg–Gotha | Következő uralkodó: Fülöp király |